# Puerto Califa
El Puerto Califa (en árabe: ميناء خليفة) es el puerto de aguas profundas insignia de la compañía Puertos de Abu Dabi, empresa construida para acomodar los barcos más grandes existentes en el momento de su construcción. Es una de las puertas de entrada a Abu Dabi, y se encarga de todo el tráfico de contenedores del emirato. La transferencia del tráfico de contenedores desde Puerto Zayed se completó en diciembre de 2012.  
El puerto Califa cuenta con una capacidad en su primera Fase de 2,5 millones de TEUs y 12 millones de toneladas de carga general en un año y una capacidad prevista de 15 millones de TEUs y 35 millones de toneladas de carga general en el año 2030.